# Pyrgophorus spinosus
Pyrgophorus spinosus is een slakkensoort uit de familie van de Hydrobiidae. De wetenschappelijke naam van de soort is voor het eerst geldig gepubliceerd in 1886 door Call & Pilsbry.